# Tiquanny Williams
Tiquanny Williams (ur. 10 września 2001) – piłkarz z Saint Kitts i Nevis grający na pozycji skrzydłowego w lokalnym klubie United Old Road Jets FC oraz reprezentacji Saint Kitts i Nevis.

## Kariera
Jest wychowankiem St Thomas/Trinity Strikers FC. W 2018 dołączył do United Old Road Jets FC. W swojej karierze grał także w portugalskim AD Ovarense. W 2022 powrócił do United Old Road Jets.
W reprezentacji Saint Kitts i Nevis zadebiutował 8 czerwca 2021 w meczu z Trynidadem i Tobago. Pierwszą bramę zdobył 23 marca 2023 przeciwko Saint-Martin. Znalazł się w kadrze Saint Kitts i Nevis na Złoty Puchar CONCACAF 2023.